# Cantone di Echternach
Il Cantone di Echternach è un cantone del Lussemburgo orientale, compreso nel distretto di Grevenmacher. Confina con il Land tedesco della Renania-Palatinato: distretti rurali di Bitburg-Prüm a nord e di Treviri-Saarburg a est, con il cantone di Grevenmacher a sud e con i cantoni di Mersch e di Diekirch a ovest.
Il capoluogo è Echternach. La superficie è di 186 km² e la popolazione nel 2012 era di 17 024 abitanti.
Comprende 7 comuni:
- Beaufort
- Bech
- Berdorf
- Consdorf
- Echternach
- Rosport-Mompach
- Waldbillig